# Hannes Derfler

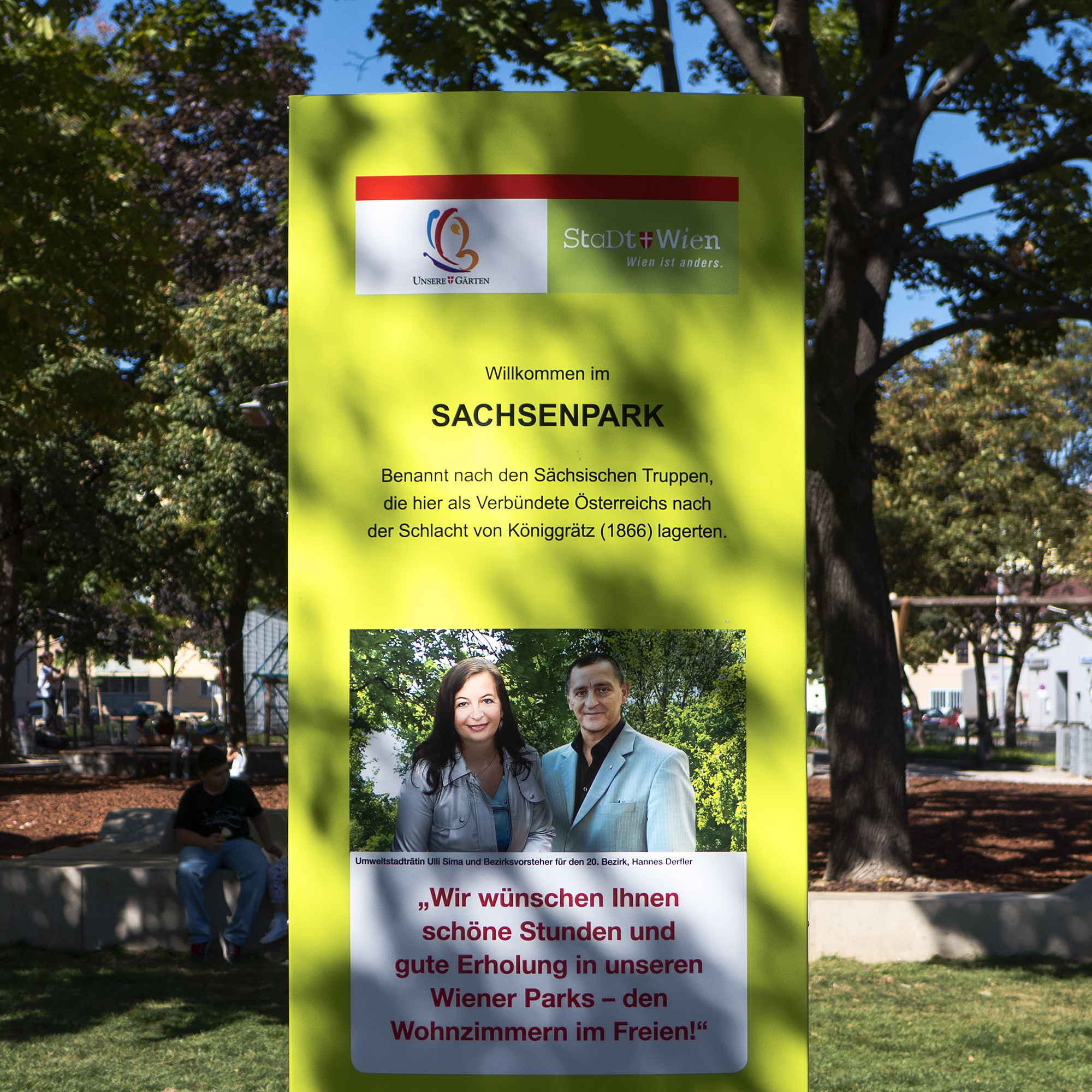
Erklärungstafel zum Sachsenpark. Links neben Derfler: Ulli Sima

Hannes Derfler (* 14. November 1963 in Melk) ist ein österreichischer Politiker (SPÖ). Derfler war ab 2008 Bezirksvorsteher des 20. Wiener Gemeindebezirks Brigittenau. Im Juni 2023 gab er seinen Rücktritt mit Ende des Monats bekannt. Als seine Nachfolgerin wurde Christine Dubravac-Widholm (SPÖ) gewählt.

## Leben
Nach einer Lehre als Industriekaufmann war Derfler bei der Firma Schillinger-Textilindustrie beschäftigt. In der Folge wechselte er zu einer Hausverwaltungsfirma und war danach für die Hermann Schmidt GmbH - Immobilienkanzlei aktiv. Nachdem Derfler bei  Süd-Ost Informationstechnik-Computerfachhandel beschäftigt gewesen war, trat er in den Dienst der Fernwärme Wien GmbH, für die er ab 1996 als Kundenberater im Außendienst tätig war. 
Politisch engagierte sich Derfler zunächst als Bildungsreferent in der Sektion 6 der SPÖ-Bezirksorganisation Brigittenau und übernahm 1995 die Sektionsleitung der Sektion 6. Er stieg schließlich zum Bezirksparteivorsitzenden-Stellvertreter auf und übernahm am 17. März 2004 das Amt des Bezirksvorsteher-Stellvertreters. Am 31. März 2008 wurde Derfler als Nachfolger von Karl Lacina schließlich zum Bezirksvorsteher der Brigittenau gewählt.
Derfler ist verheiratet und Vater zweier Töchter sowie eines Stiefsohns.